# Phaonia orientalis
Phaonia orientalis este o specie de muște din genul Phaonia, familia Muscidae, descrisă de Xue, Song și Chen în anul 2002.
Este endemică în Jilin. Conform Catalogue of Life specia Phaonia orientalis nu are subspecii cunoscute.